# 格罗斯–皮塔耶夫斯基方程
格罗斯–皮塔耶夫斯基方程（Gross–Pitaevskii 方程，以尤金·格罗斯命名与列夫·皮塔耶夫斯基) 描述了全同玻色子量子体系的基态，其中使用了哈特里－福克近似与赝势相互作用模型。
在哈特里－福克近似中，{\displaystyle N}个玻色子体系的总波函数{\displaystyle \Psi }为单粒子波函数{\displaystyle \psi }之积
{\displaystyle \Psi (\mathbf {r} _{1},\mathbf {r} _{2},\dots ,\mathbf {r} _{N})=\psi (\mathbf {r} _{1})\psi (\mathbf {r} _{2})\dots \psi (\mathbf {r} _{N})}
其中{\displaystyle \mathbf {r} _{i}}为第{\displaystyle i}个玻色子的坐标。
赝势模型下的哈密顿量为
{\displaystyle H=\sum _{i=1}^{N}\left(-{\hbar ^{2} \over 2m}{\partial ^{2} \over \partial \mathbf {r} _{i}^{2}}+V(\mathbf {r} _{i})\right)+\sum _{i<j}{4\pi \hbar ^{2}a_{s} \over m}\delta (\mathbf {r} _{i}-\mathbf {r} _{j}),}
其中{\displaystyle m}为玻色子质量，{\displaystyle V}为外势场，{\displaystyle a_{s}}为玻色子-玻色子散射长度，{\displaystyle \delta (\mathbf {r} )}为狄拉克δ函数。
如果单粒子波函数满足格罗斯–皮塔耶夫斯基方程，
{\displaystyle \left(-{\frac {\hbar ^{2}}{2m}}{\partial ^{2} \over \partial \mathbf {r} ^{2}}+V(\mathbf {r} )+{4\pi \hbar ^{2}a_{s} \over m}\vert \psi (\mathbf {r} )\vert ^{2}\right)\psi (\mathbf {r} )=\mu \psi (\mathbf {r} ),}
则总波函数在归一化条件{\displaystyle \int dV|\psi |^{2}=N}下可以使赝势模型哈密顿量的总能量最小。
格罗斯–皮塔耶夫斯基方程是描述玻色-爱因斯坦凝聚单粒子波函数的模型方程。它有类似金兹堡－朗道方程的形式，也会被称为非线性薛定谔方程.
玻色-爱因斯坦凝聚(BEC) 是处于同一量子态的玻色气体可以由同一个波函数进行描述。单个粒子可有单粒子波函数描述。真实气体中粒子相互作用包含在相应的多体薛定谔方程当中。当气体中粒子间距大于散射长度（即所谓的稀薄极限）时，真实的相互作用势就可以被替换为赝势。格罗斯–皮塔耶夫斯基方程的非线性来源于粒子间的相互作用。当把方程中相互作用的耦合常数设为零时，非线性消失，方程以描述单粒子在势阱中的单粒子薛定谔方程的形式出现。

## 方程形式
皮塔耶夫斯基方程的形式类似于一般薛定谔方程，但是多出一个相互作用项。耦合常数{\displaystyle g}正比于两个相互作用玻色子间的散射长度{\displaystyle a_{s}}
{\displaystyle g={\frac {4\pi \hbar ^{2}a_{s}}{m}}},
其中{\displaystyle \hbar }为约化普朗克常数。
能量密度为
{\displaystyle {\mathcal {E}}={\frac {\hbar ^{2}}{2m}}\vert \nabla \Psi (\mathbf {r} )\vert ^{2}+V(\mathbf {r} )\vert \Psi (\mathbf {r} )\vert ^{2}+{\frac {1}{2}}g\vert \Psi (\mathbf {r} )\vert ^{4},}
其中{\displaystyle \Psi }为波函数，{\displaystyle V}为外部势场。
对于体系内粒子数守恒的不含时格罗斯–皮塔耶夫斯基方程
{\displaystyle \mu \Psi (\mathbf {r} )=\left(-{\frac {\hbar ^{2}}{2m}}\nabla ^{2}+V(\mathbf {r} )+g\vert \Psi (\mathbf {r} )\vert ^{2}\right)\Psi (\mathbf {r} )}
其中{\displaystyle \mu } 为化学势。化学势是从粒子数与波函数间的关系中得到的
{\displaystyle N=\int \vert \Psi (\mathbf {r} )\vert ^{2}\,d^{3}r.}
从不含时格罗斯–皮塔耶夫斯基方程中，我们可以求得各种外势场中玻色爱因斯坦凝聚的内部结构（例如，谐振子势阱）。
含时格罗斯–皮塔耶夫斯基方程为
{\displaystyle i\hbar {\frac {\partial \Psi (\mathbf {r} ,t)}{\partial t}}=\left(-{\frac {\hbar ^{2}}{2m}}\nabla ^{2}+V(\mathbf {r} )+g\vert \Psi (\mathbf {r} ,t)\vert ^{2}\right)\Psi (\mathbf {r} ,t).}
利用含时格罗斯–皮塔耶夫斯基方程人们可以研究玻色爱因斯坦凝聚的动力学问题。

## 方程解
鉴于格罗斯–皮塔耶夫斯基方程为非线性偏微分方程，一般很难求得解析解，大多数求解应用近似方法。

### 精确解

#### 自由粒子
最简单的情况是描述自由粒子，外势场{\displaystyle V(\mathbf {r} )=0}，
{\displaystyle \Psi (\mathbf {r} )={\sqrt {\frac {N}{V}}}e^{i\mathbf {k} \cdot \mathbf {r} }.}
该解常被称为哈特里解。尽管它满足格罗斯–皮塔耶夫斯基方程，由于相互作用，其能谱中含有间隙
{\displaystyle E(\mathbf {k} )=N\left[{\frac {\hbar ^{2}k^{2}}{2m}}+g{\frac {N}{2V}}\right].}
根据Hugenholtz–Pines定理，含斥力相互作用的玻色气体并无能量间隙。

#### 孤子
一维孤子可以构成玻色爱因斯坦凝聚，取决于相互作用是引力还是斥力，形成亮孤子或暗孤子。两种孤子都是均匀密度背景下的定域扰动。如若相互作用是斥力形式的， {\displaystyle g>0}，格罗斯–皮塔耶夫斯基方程的可能解为，
{\displaystyle \psi (x)=\psi _{0}\tanh \left({\frac {x}{{\sqrt {2}}\xi }}\right)},
其中{\displaystyle \psi _{0}}为凝聚态波函数在无穷远处的值，{\displaystyle \xi =\hbar /{\sqrt {2mn_{0}g}}}为相干长度。此解代表暗孤子，它描述在空间上原本均匀分布的密度出现了缺失。暗孤子是一种拓扑缺陷，因为{\displaystyle \psi }在经过原点处符号发生翻转。这对应了数学上{\displaystyle \pi }的相移。
对于{\displaystyle g<0}
{\displaystyle \psi (x,t)=\psi (0)e^{-i\mu t/\hbar }{\frac {1}{\cosh \left[{\sqrt {2m\vert \mu \vert /\hbar ^{2}}}x\right]}},}
其中化学势为{\displaystyle \mu =g\vert \psi (0)\vert ^{2}/2}。此解为亮孤子, 代表了空间上的凝聚。

### 变分解
对于难以得到精确解析解的体系，人们可以使用变分法。代入含某可调参数的已知波函数，求解体系自由能，找到使体系能量降为最低的参数。

### 托马斯-费米近似
如果气体中粒子数量很多，原子间相互作用极大，以至于原子自身动能可以从格罗斯–皮塔耶夫斯基方程中忽略，此时近似为托马斯-费米近似。
{\displaystyle \psi (x,t)={\sqrt {\frac {\mu -V(x)}{NU_{0}}}}}

### 玻戈留玻夫近似
对格罗斯–皮塔耶夫斯基方程的玻戈留玻夫处理可以找到玻色爱因斯坦凝聚的元激子。凝聚态波函数可以近似为平衡态波函数{\displaystyle \psi _{0}={\sqrt {n}}e^{-i{\frac {\mu }{\hbar }}t}}与一个小的扰动{\displaystyle \delta \psi }之和
{\displaystyle \psi =\psi _{0}+\delta \psi }
此波函数与其复共轭代入到含时格罗斯–皮塔耶夫斯基方程中，对{\displaystyle \delta \psi }作展开近似到第一项（线性化）
{\displaystyle -{\frac {\hbar ^{2}}{2m}}\nabla ^{2}\delta \psi +V\delta \psi +g(2|\psi _{0}|^{2}\delta \psi +\psi ^{2}\delta \psi ^{*})=i\hbar {\frac {\partial \delta \psi }{\partial t}}}
{\displaystyle -{\frac {\hbar ^{2}}{2m}}\nabla ^{2}\delta \psi ^{*}+V\delta \psi ^{*}+g(2|\psi _{0}|^{2}\delta \psi ^{*}+\psi ^{2}\delta \psi )=i\hbar {\frac {\partial \delta \psi ^{*}}{\partial t}}}
假定{\displaystyle \delta \psi }有如下形式
{\displaystyle \delta \psi =e^{-i{\frac {\mu }{\hbar }}t}(u({\boldsymbol {r}})e^{-i\omega t}-v^{*}({\boldsymbol {r}})e^{i\omega t})}
可以得到如下{\displaystyle u}和{\displaystyle v}的耦合微分方程
{\displaystyle (-{\frac {\hbar ^{2}}{2m}}\nabla ^{2}+V+2gn-\mu -\hbar \omega )u-gnv=0}
{\displaystyle (-{\frac {\hbar ^{2}}{2m}}\nabla ^{2}+V+2gn-\mu +\hbar \omega )v-gnu=0}
对于各向同性体系，即{\displaystyle V({\boldsymbol {r}})=0}，可以假设{\displaystyle u}和{\displaystyle v}是动量为{\displaystyle {\boldsymbol {q}}}的平面波，可得能谱
{\displaystyle \hbar \omega =\epsilon _{\boldsymbol {q}}={\sqrt {{\frac {\hbar ^{2}{\boldsymbol {q}}^{2}}{2m}}({\frac {\hbar ^{2}{\boldsymbol {q}}^{2}}{2m}}+2gn)}}}
当{\displaystyle {\boldsymbol {q}}}很大时，色散关系呈现为{\displaystyle {\boldsymbol {q}}}的平方，正如所料类似于非相互作用的激子。当{\displaystyle {\boldsymbol {q}}}很小，色散关系为线性， 
{\displaystyle \epsilon _{\boldsymbol {q}}=s\hbar q}
其中{\displaystyle s={\sqrt {ng/m}}}为凝聚态中的声速。 {\displaystyle \epsilon _{\boldsymbol {q}}/(\hbar q)>s}表明，根据Landau的判则，该凝聚态为超流体，意味着如果一个物体在凝聚态中以小于{\displaystyle s}的速度运动，它不会形成激子，运动无耗散，此为超流体的特征。实验上，采用高度聚焦激光，激光频率较共振频率小，已经证明了凝聚态的超流性。采用二次量子化公式，微观方法可以描述凝聚态同样的色散关系。

## 更多阅读
- Pethick, C. J. & Smith, H. . Cambridge: Cambridge University Press. 2002. ISBN 0521665809..
- Pitaevskii, L. P. & Stringari, S. . Oxford: Clarendon Press. 2003. ISBN 0198507194..